# Viktoryja Pawlovitsj
Viktoryja Oeladzimirawna Pawlovitsj (Wit-Russisch: Вікторыя Уладзіміраўна Паўловіч) (Minsk, 8 mei 1978) is een Wit-Russisch professioneel tafeltennisspeelster. Samen met Svetlana Ganina uit Rusland won ze in Belgrado 2007 het Europees kampioenschap voor vrouwendubbels. Haar tweelingzus Veranika Pawlovitsj is eveneens professioneel tafeltennisster. Viktoryja Pawlovitsj' hoogst behaalde positie op de ITTF-wereldranglijst is de 11e, voor het eerst in mei 2005.

## Sportieve loopbaan
Pawlovitsj voorkwam met haar Europese titel in 2007 dat EK-finales een potentieel levenslang trauma konden worden voor haar. Sinds haar eerste deelname aan Europese Kampioenschappen in Zagreb 2002 bereikte ze op elke editie van het EK tot 2007 (drie stuks) een finale, maar deze gingen stuk voor stuk verloren.

In Pawlovitsj' debuutjaar bereikte ze samen met haar landgenote Tatjana Kostromina meteen de finale in het dubbelspel voor vrouwen, maar verloor daarin van Mihaela Şteff en Tamara Boroš. Samen met Chen Weixing stond ze vervolgens in zowel 2003 als 2005 in de eindstrijd van het gemengd dubbelspel. Bij de eerste ontmoeting waren Werner Schlager en Krisztina Tóth te sterk, twee jaar later Aleksandar Karakašević en Rūta Garkauskaitė. In Belgrado 2007 was er daarom sprake van dat het 'eindelijk' raak was. Met Ganina aan haar zijde pakte Pawlovitsj in het vrouwendubbel goud door in de finale Tóth en Georgina Pota te verslaan. In 2009 voegde ze een bronzen medaille in het enkelspel toe aan haar totaal.
De Europese titel was niet het eerste en niet het laatste internationale eremetaal dat Pawlovitsj won. De Wit-Russische plaatste zich van 2002 tot en met 2009 elk jaar voor de Europese Top-12, waarop ze zowel in 2002 als 2008 brons won. Een medaille van deze kleur won ze ook op het wereldkampioenschap 2006 in Bremen. Daar werd ze derde in het landentoernooi met de nationale vrouwenploeg. Op het WK van Tianjin maakte ze destijds in 1995 haar internationale (senioren)debuut.
Pawlovitsj debuteerde in 1996 op de ITTF Pro Tour, waarop ze zich in 2001 (enkelspel), 2004 (enkel- + dubbelspel) en 2005 (enkelspel) plaatste voor de Grand Finals. In het individuele toernooi kwam ze drie keer tot de laatste zestien, in het dubbelspel tot de kwartfinale.

Pawlovitsj boekte op de Pro Tour in 2004 haar eerste toernooizege in het dubbelspel (het Denemarken Open) en won in 2008 haar eerste enkelspeltoernooi (het Wit-Rusland Open).
De Wit-Russische vertegenwoordigde haar geboorteland op de Olympische Spelen van 2000, 2004 en 2008. In 2004, 2005 en 2006 deed ze mee in het toernooi om de World Cup.
- Gemeinsame Normdatei: 1033431990
- Virtual International Authority File: 298790419
- WorldCat: E39PBJbxFfyh4yQhGwyX9DKmVC